# Sauropus brunonis
Sauropus brunonis är en emblikaväxtart som först beskrevs av Spencer Le Marchant Moore, och fick sitt nu gällande namn av Airy Shaw. Sauropus brunonis ingår i släktet Sauropus och familjen emblikaväxter.
Artens utbredningsområde är Northern Territory, Australien. Inga underarter finns listade i Catalogue of Life.